# Antilopa gnu
Antilopa gnu sau gnuul este o antilopă din genul Connochaetes al familiei bovidelor. Acest gen include două specii, amândouă viețuind în câmpiile Africii Subsahariene: gnu negru (Connochaetes gnou) și gnu albastru (Connochaetes taurinus). Arealul gnuului negru se află la sud de cel al gnuului albastru. Numele acestei specii provine conform unora dintre surse din limba poporului african khoikhoi.
Ambele specii sunt niște paricopitate cenușii-brune, cu coarne, asemătoare cu vitele. Masculii sunt mai mari decât femelele și ambele sexe au partea anterioară mai masivă decât cea posterioară. Gnuul albastru este mai mare decât cel negru. Masculii acestei specii ajung la înălțimea la greabăn de 150 cm și cântăresc în jur de 250 kg, pe când masculii gnuului negru au înălțimea de 110 - 120 cm și greutatea de 180 kg. Gnuul poate trăi până la 40 de ani, deși durata medie de viață este în jur de 20 de ani.
Cercetarea fosilelor sugerează că aceste două specii s-au diferențiat cu un milion de ani în urmă, când gnuul albastru a rămas în arealul originar și s-a schimbat foarte puțin față de specia inițială, pe când gnuul negru s-a schimbat mai mult, adaptându-se la landșafturile ierboase deschise din sud. Deosebirile cele mai evidente dintre cele două specii se referă la colorația lor și orientarea coarnelor.
În Africa de Est gnuul albastru este cea mai răspândită specie de vânat mare: unele populații efectuează migrații anuale spre pășuni noi, însă gnuul negru este pur și simplu nomad. Ambele specii se reproduc în cursul unei perioade scurte la sfârșitul sezonului ploios și puii devin în scurt timp activi și capabili să urmeze turma, ceea ce este necesar pentru supraviețuirea lor. Totuși unii cad pradă carnivorelor mari, mai ales hienei pătate.
Antilopele gnu deseori pasc împreună cu zebrele, ceea ce le sporește posibilitățile de a detecta prădătorii potențiali. De asemenea sunt atente la semnalele de avertizare emise de alte animale, precum babuinii. Aceste antilope sunt o atracție turistică, dar concurează pentru pășuni cu vitele domestice și sunt uneori învinuite de fermieri că ar transmite boli și paraziți vitelor cornute mari. Uneori devin victime ale braconajului, dar numărul lor este destul de stabil și unele populații trăiesc în parcuri naționale sau pe terenuri private. Uniunea Internațională pentru Conservarea Naturii consideră amândouă speciile ca prezentând risc scăzut.

## Legături externe
- Materiale media legate de Connochaetes la Wikimedia Commons
- Information and Research on wildebeest movements in Masai Mara Arhivat în 11 iunie 2011, la Wayback Machine.
- Actual Live Wildebeest Migration
- Youtube: Wildebeest loses to hyena
- Information at ITIS